# Pwani (Kenia)
Pwani of Coast was een provincie van Kenia. De hoofdstad was Mombassa en de provincie had 2.487.264 inwoners (1999). De provincies zijn met de invoering van county's vervallen als bestuurlijke indeling van Kenia.

## Geografie
De provincie besloeg de Keniaanse kust langs de Indische Oceaan, alsmede een deel van het binnenland. In het zuiden grensde de provincie aan Tanzania en in het uiterste noordoosten aan Somalië. Verder grensde het aan de overige Keniaanse provincies Bonde la Ufa (Rift Valley) en Mashariki (Eastern) in het westen, en Kaskazini-Mashariki (North Eastern) in het noorden.
De twee belangrijkste rivieren zijn de Tana en de Athi-Galana-Sabaki (Sabaki). Voor de kust liggen enkele eilanden, waaronder Manda, Pate en Lamu. Nationale parken en natuurreservaten in de voormalige provincie zijn het Nationaal park Arabuko Sokoke, Nationaal park Kora, groot deel van het Nationaal park Tsavo East, vrijwel geheel het Nationaal park Tsavo West, het Olifantenreservaat Mwaluganje en het Natuurreservaat Shimba Hills. Voor de kust in de Indische Oceaan bevinden zich ook nog enkele zeereservaten.
Naast de hoofdstad Mombassa, de op een na grootste stad van Kenia, zijn Malindi, Kipini en Lamu de belangrijkste steden.

## Bevolking
De belangrijkste etnische groepen zijn de Mijikenda en de Swahili.

## Districten
- Kilifi
- Kwale
- Lamu
- Malindi
- Mombassa
- Taita Taveta
- Tana River